# Sextius bucephalus
Sextius bucephalus är en insektsart som beskrevs av William Lucas Distant. Sextius bucephalus ingår i släktet Sextius och familjen hornstritar. Inga underarter finns listade i Catalogue of Life.